# مانويل روجاس
مانويل روجاس (بالإسبانية: Manuel Rojas)‏ (13 يونيو 1954 بسانتياغو في تشيلي - ) هو مدرب كرة قدم ولاعب كرة قدم تشيلي في مركز الوسط، شارك في كأس العالم 1982. وشارك مع منتخب تشيلي لكرة القدم. أما مع النوادي، فقد لعب مع سان خوسيه إيرثكويكس ونادي أمريكا ونادي أونيفرسيداد كاتوليكا ونادي بالستينو وسان خوزيه إيرث كويكس وتامبا باي راوديز وشيكاغو باور ‏ وشيكاغو ستينغ.

## وصلات خارجية
- مانويل روجاس على موقع الاتحاد الدولي (مؤرشف)  (الإنجليزية)
- مانويل روجاس على موقع قاعدة بيانات كرة القدم.إي يو (الإنجليزية)
- مانويل روجاس على موقع ناشيونال فوتبول تيمز (الإنجليزية)